# American LaFrance

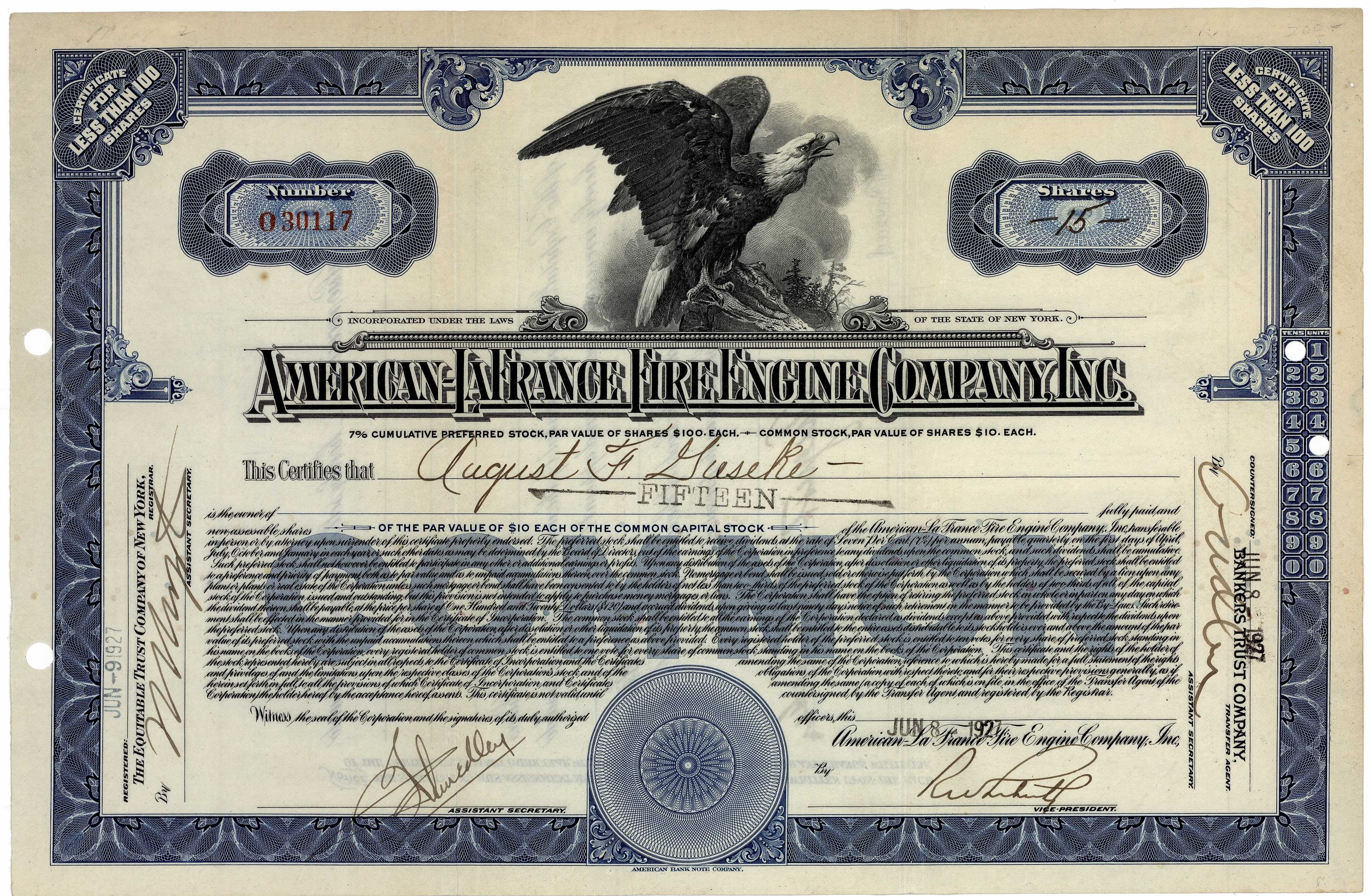
Aktie der American-LaFrance Fire Engine Company vom 8. Juni 1927

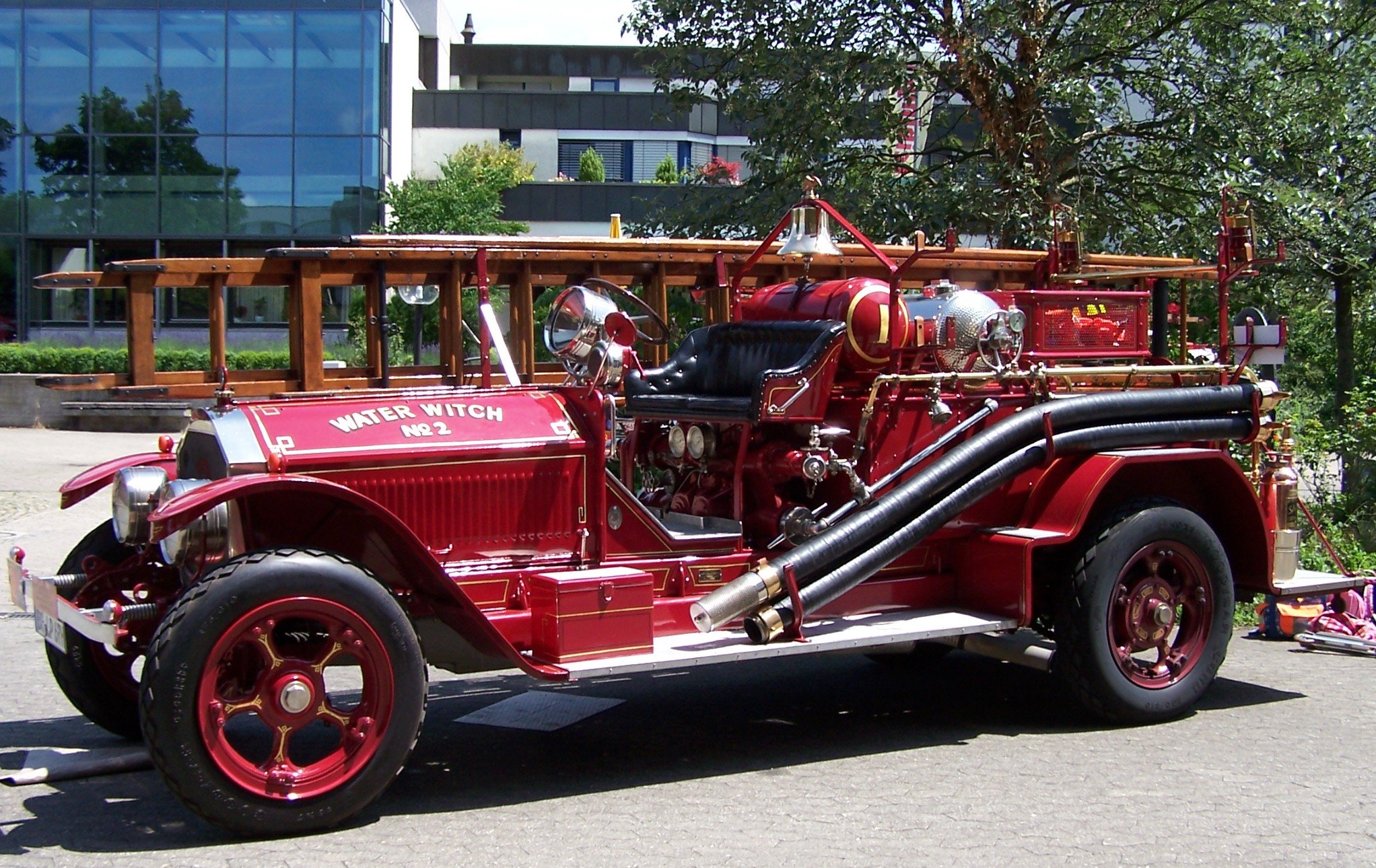
American LaFrance 75 No 3542 am 20. Juni 2008 in Baienfurt

American LaFrance (ALF) war ein Hersteller von Feuerwehr- und Rettungsfahrzeugen in Summerville, South Carolina, USA, mit einer bis in das Jahr 1832 zurückreichenden Geschichte.

## Vorgeschichte
Im Jahr 1873 wurde die LaFrance Manufacturing Company gegründet, die Handpumpen und Dampfmaschinen herstellte. Außerdem gab es die American Fire Engine Company aus Seneca Falls und weitere kleine Unternehmen, von denen das älteste 1832 gegründet wurde.

## Unternehmensgeschichte
1903 fusionierten diese Unternehmen zur American La France Fire Engine Company. Die Fertigungsanlagen wurden in Elmira, New York eingerichtet.
Außerdem gab es von 1923 bis 1929 die American La France Truck Company in Bloomfield in New Jersey. Dort entstanden Lastkraftwagen.
Laut einer Quelle fusionierte American LaFrance 1929 mit der Republic Motor Truck Company zu LaFrance-Republic. Andere Quellen sehen die La France-Republic Corporation als eigenständiges Unternehmen, das zwischen 1929 und 1942 existierte und den Markennamen La France-Republic nutzte.
Von 1927 bis 1966 lautete die Firmierung American La France & Foamite Corporation. Vorausgegangen war 1927 die Übernahme der Foamite-Childs Corporation. 1966 wurde daraus American La France, Division A.T.O. Inc.
Zwischen 1995 und 2005 war American LaFrance ein Tochterunternehmen von Freightliner und damit auch von Daimler-Benz bzw. Daimler-Chrysler. American LaFrance wurde 2005 vom Investmentunternehmen Patriarch Partners übernommen.
Im Januar 2014 gab das Unternehmen bekannt, dass der Geschäftsbetrieb eingestellt wird.

## Nutzfahrzeuge

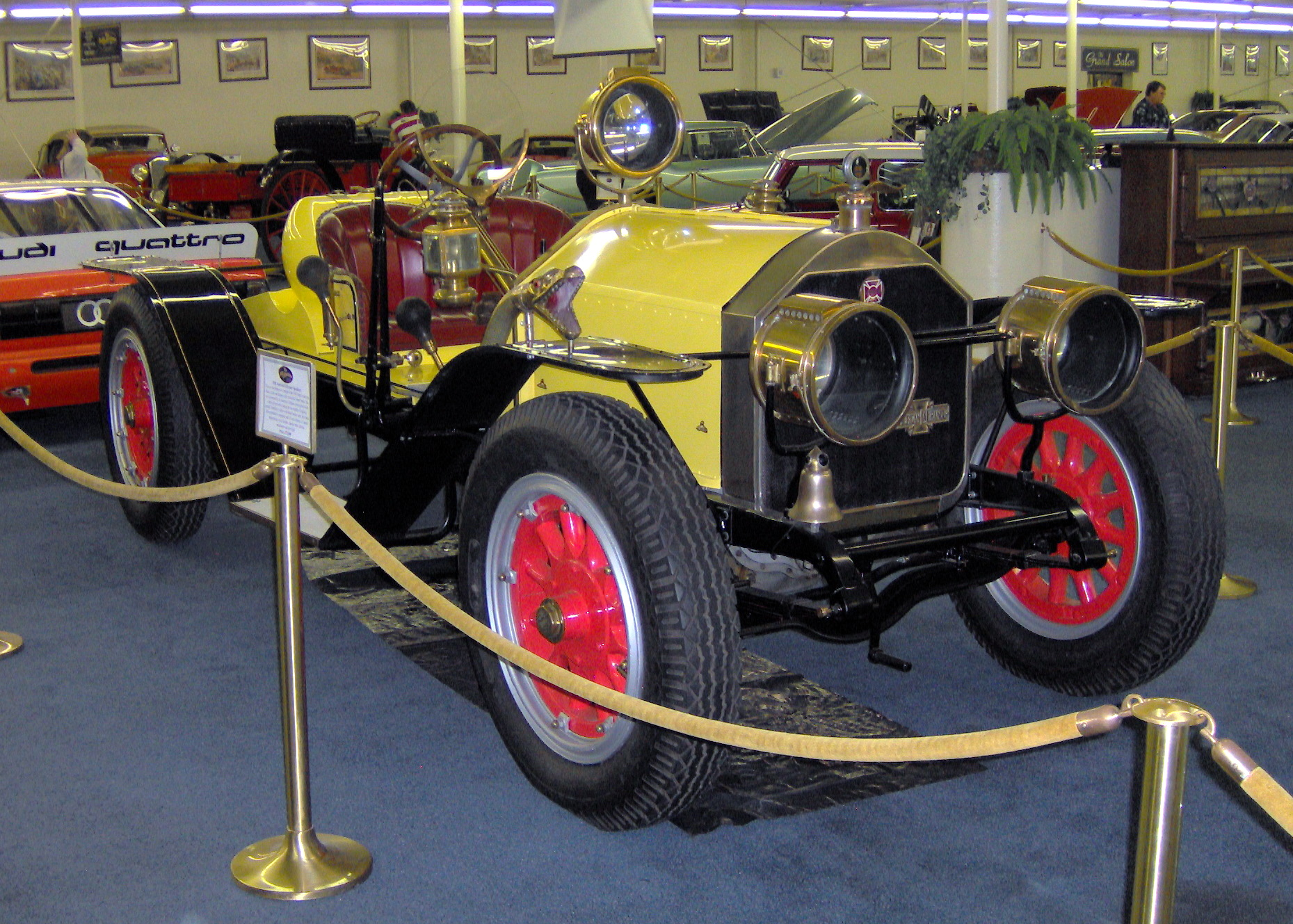
1916 American La France Speedster

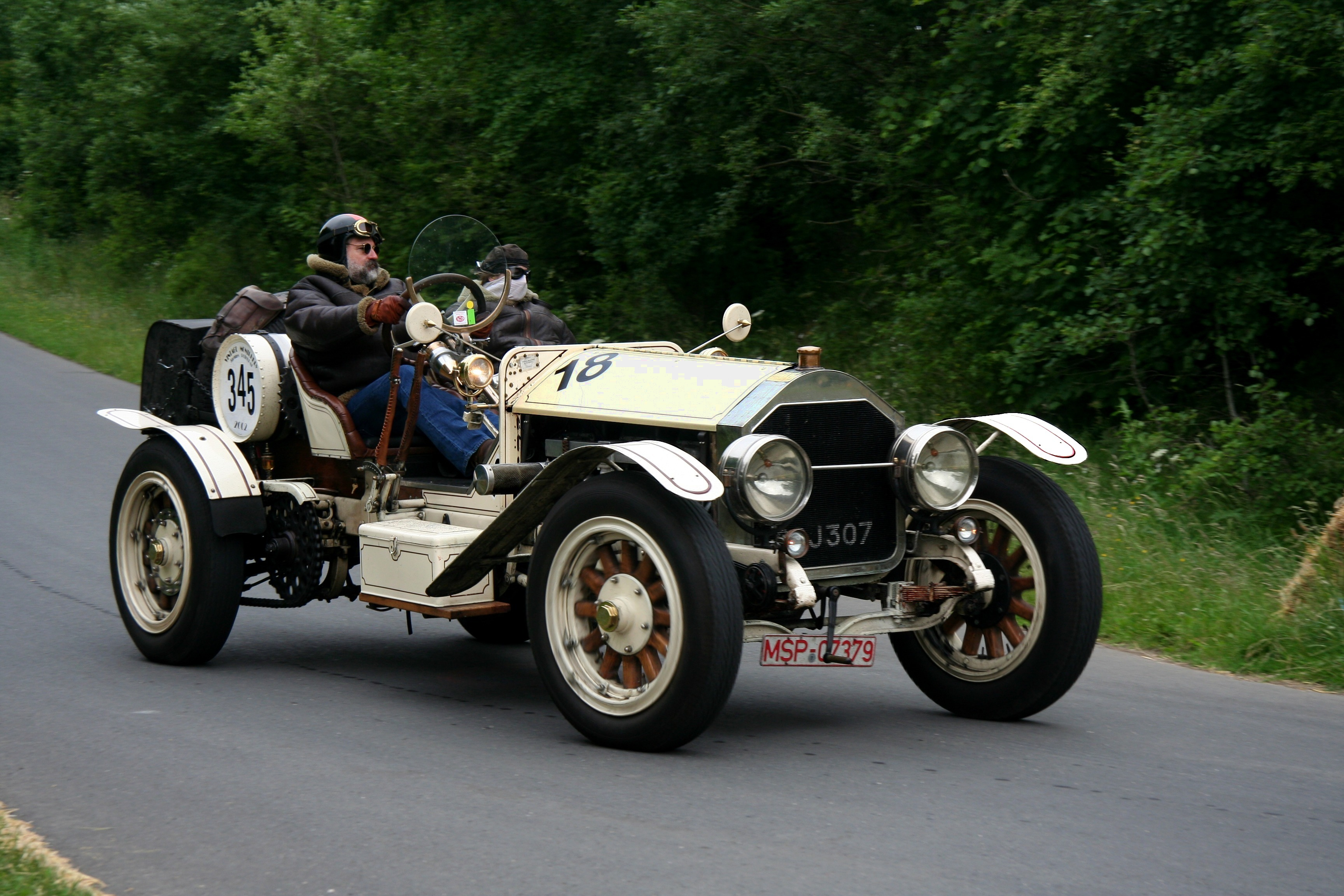
American La France, Baujahr 1918, 90 Jahre später auf der Südschleife des Nürburgrings

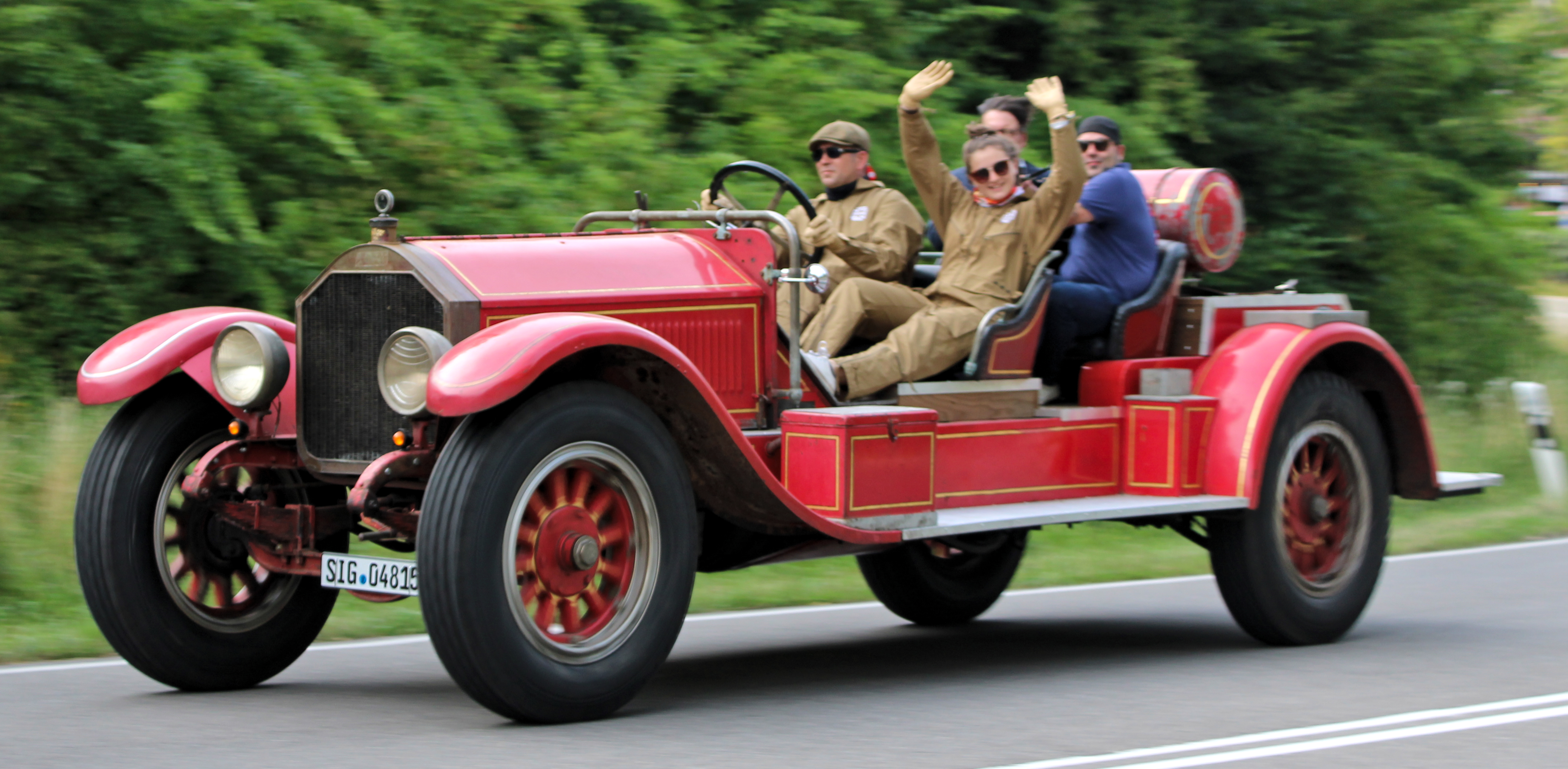
American La France, Baujahr 1926, 2019 auf dem Solitude Revival

American LaFrance produzierte und vertrieb ein umfassendes Programm an Feuerwehr- und Rettungsfahrzeugen. Dazu gehörten Fahrgestelle, Tanklöschfahrzeuge und Drehleiterfahrzeuge für Feuerwehren sowie Tankwagen.
Die ersten motorisierten Feuerwehrfahrzeuge von 1910 hatten einen Vierzylindermotor von Simplex. Noch im selben Jahr erfolgte der Übergang auf eigene Motoren. Dies waren Vier- und Sechszylindermotoren. Lkw entstanden zwischen 1913 und 1929, inklusive des American LaFrance Type 31. Dazu wurde ab 1923 das Werk in Bloomfield genutzt. Sie hatten ebenfalls selbst hergestellte Motoren. Die Nutzlasten waren mit 2 und 7,5 Tonnen angegeben. 1931 wurde für die Feuerwehrfahrzeuge ein V12-Motor mit 30 Grad Winkel und 240 PS Leistung eingeführt. 1935 kam ein kleinerer V12-Motor mit 170 PS dazu, der auf einem Entwurf der Auburn Automobile Company basierte. Außerdem ist für diese Epoche ein Achtzylinder-Reihenmotor von Lycoming genannt. 1937/38 entstanden vier Fahrzeuge, die jeweils zwei der große V12-Motoren hatten. Ab 1955 wurden Einbaumotoren mit sechs Zylindern der Continental Motors Company verwendet. 1958 ergänzte ein V8-Motor das Sortiment, während der V12-Motor 1961 aufgegeben wurde. 1965 wurden Dieselmotoren eingeführt. Für 1971 sind Ottomotoren von International Harvester mit 285 PS und Dieselmotoren von Detroit Diesel mit wahlweise 216 PS oder 265 PS genannt. Für Ende der 1970er Jahre sind auch Motoren von Cummins mit 225 PS bis 350 PS überliefert.
1985 wurde das letzte komplette Feuerwehrfahrzeug gefertigt.
Eine größere Anzahl von ALF-Fahrzeugen ist im Auto- und Technik-Museum Sinsheim zu sehen.

## Pkw
Das Unternehmen stellte 1903 etwa 10 bis 15 Personenkraftwagen her, die als La France vermarktet wurden. Der Markenname schrieb sich laut einer Quelle mit einer Leerstelle. 1905 folgte ein Prototyp mit Kardanantrieb, der wohl auch La France genannt wurde.
Zwischen 1907 und 1914 entstanden weitere Pkw, die jetzt als American La France vermarktet wurden. Auch dieser Markenname schrieb sich laut einer Quelle mit Leerstellen.

## Rennwagen
Schon seit den 1920er-Jahren wurden Feuerwehrwagen zu Rennwagen umgebaut, meist Speedster genannt. Dazu wurden die Rahmen gekürzt und die Ausstattung auf das Notwendigste reduziert.
Auf ähnliche Weise entstand auch der Brutus auf einem Fahrgestell von American LaFrance.